# Polina Bogusevič
Polina Sergeevna Bogusevič (in russo Полина Сергеевна Богусевич?; Mosca, 4 luglio 2003) è una cantante russa con origini coreane.
Ha rappresentato la Russia al Junior Eurovision Song Contest 2017 svoltosi a Tbilisi in Georgia, dove ha vinto con la canzone Wings. Si tratta della seconda artista russa a vincere la competizione dopo Anastasija e Maria Tolmačëvy.

## Biografia

### 2012-2013: Gli inizi
Nata nella capitale russa, è di origine mista russa e coreana, mentre la sua famiglia è originaria di Omsk. Bogusevič è una studentessa all'Accademy of Popular Music. Ha iniziato la sua carriera da cantante nel 2012, partecipando ad un festival artistico internazionale in Macedonia, e in seguito è apparsa nei programmi televisivi russi Okno v Parizh e Shkola muzyki.

### 2014-2016:Golos detieNew Wave Junior
Nel 2014, ha partecipato alla prima edizione di Golos deti, versione russa di The Voice Kids, dove è entrata a far parte del team di Dima Bilan. È riuscita ad arrivare fino alle fasi battle del programma prima di essere eliminata.
Dopo Golos deti, Bogusevič ha preso parte New Wave Junior 2014, come una dei rappresentanti della Russia, classificandosi seconda.

### 2017-presente:Junior Eurovision Song Contest 2017
Nell'aprile 2017, Bogusevič ha preso parte alla selezione nazionale per il Junior Eurovision Song Contest 2017 con il brano Wings (Kryl'ja). Durante la serata finale è stata proclamata vincitrice della selezione, ottenendo il diritto di rappresentare la Russia al Junior Eurovision a Tbilisi in Georgia.
La competizione si è tenuta il 26 novembre nel Tbilisi Olympic Palace, dove è stata proclamata vincitrice classificandosi quinta nel voto delle giurie e prima nel televoto, diventando la seconda artista russa a vincere la manifestazione dopo Anastasija e Maria Tolmačëvy che vinsero l'edizione 2006.

## Discografia

### Singoli
- 2017 – Wings (Krylya)
- 2018 – Heavy on My Hearth
- 2018 – Ja ne odni